# CCP Games
CCP hf eller CCP Games (Crowd Control Productions) er en islandsk computerspilsudvikler og -udgiver, som er majoritetsejet af selskabets ansatte og stiftere, Novator Partners og den amerikanske investeringsfond General Catalyst Partners. CCP er bedst kendt for at producere spillet Eve Online.

## Historie
CCP blev grundlagt i juni 1997 af Reynir Harðarson, Þórólfur Beck og Ívar Kristjánsson med det at formål at skabe MMORPGs. For at finansiere den indledende udvikling af Eve Online, udviklede og udgav CPP et brætspil ved navn Hættuspil ("Danger Game") i Island. Spillet solgte i mere end 10.000 eksemplarer til Islands 80.000 husstande. I april 2000 rejste selskabet under ledelse af administrerende direktør Sigurður Arnljótsson $2,6 millioner fra private islandske investorer, herunder det islandske telefonselskab Síminn, gennem en lukket tilbudsrunde arrangeret af Kaupthing Bank (nu Arion banki). Under Arnljótssons tid i selskabet fra 1999 til 2002 rejste CPP to runder af finansieringen, og sikrede sig en kontrakt med spilvirksomheden Simon & Schuster Interactive. Cirka halvdelen af de oprindelige 21 medarbejdere blev hentet fra det islandske dot-com-selskab OZ Interactive.

### 2011: Omstrukturering
I kølvandet på udgivelsen af Incarna-udvidelsen til Eve Online og efterfølgende protester fra Eve Online spillere, meddelte CCP at det havde besluttet at omprioritere og flytte sit fokus fra selskabets World of Darkness MMO tilbage til dets EVE Universe produkter, Eve Online og Dust 514. Omstruktureringen resulterede i afskedigelser af 20% af CCP's medarbejdere verden over. Afskedigelserne ramte hovedsageligt virksomhedens afdeling i Atlanta, USA, men også flere stillinger i CCP's hovedkontor i Reykjavík blev berørt. På trods af de betydelige nedskæringer hævder CCP at udviklingen af Eve Online er stærkere end nogensinde, og at selskabet vil fortsætte med at vokse.  I oktober 2015 meddelte CCP, at have solgt White Wolf-licensen, deriblandt World of Darkness og Vampire: The Masquerade til det svenske Paradox Interactive.